# Isengard (schwedische Band)
Isengard ist eine schwedische Power-Metal-Band.

## Geschichte
Die Band wurde im November 1988 von den Brüdern Janne und Uffe Tillman gegründet.
1991 stieß dann Ronnie Andrêson als Gitarrist zu ihnen.
1992 kam der Sänger Anders „Gurra“ Gustavsson dazu und die erste Demo mit vier Stücken wurde eingespielt. Im selben Jahr verließ sie der Sänger Gustavsson wieder und Andrêson übernahm die Rolle. Im Jahr 1993 unterzeichneten die nun drei Mitglieder der Band einen Vertrag mit der Dänischen Plattenfirma „Bums Records“ und nahmen das Album Feel No Fear auf. Aufgrund einiger Probleme mit der Plattenfirma erschien ihr Album erst 1994. Under the Dragons Wing folgte 1995 als Promotion-Album, durch welches sie auch außerhalb von Schweden bekannt wurden. Auf diesem Album übernahm „Odin“ den Gesang, der bis dahin nur die Hintergrundgesänge übernommen hatte.
Im Jahr 1996 wurde Enter the Dragon Empire veröffentlicht, welches vor allem in Europa, aber auch überall sonst auf der Welt für Wirbel sorgte und Isengard noch bekannter machte.
Nach diesem Album entschied „Odin“ als Sänger zurückzutreten, da er kein Interesse mehr an Power Metal hatte.
Für das darauffolgende Stück auf der Environmental Compilation CD liehen sie sich den Sänger Tommy Adolfsson aus.
1998 hatten sie dann mit Linus Melchoirsen einen neuen Sänger gefunden, welcher gleich mit der Band zwei Lieder für eine neue Metal Compilation CD aufnehmen durfte.
Anschließend folgte das Album Crownless Majesty, welches nach Aussagen von Isengard das bisher stärkste und härteste Album ihrer Laufband war.
Nachdem sie einige Auftritte absolviert hatten, steckten sie erneut in einer Krise. Melchoirsen verließ die Band für ein Solo-Projekt und Janne Tillmann wurde Vater.
Nach ihrem bisher besten Album Crownless Majesty wurde es still um Isengard.
Mitte 2003 begannen Ronnie und Uffe über die Wiederaufnahme von Isengard nachzudenken.
Janne hatte kein Interesse mehr in der Band mitzuspielen, noch dazu war er wieder Vater geworden.
So begaben sie sich auf die Suche nach neuen Mitgliedern. Ein Jahr darauf hatten sie mit Ted Lundin und Peo Lövholm ihre Leute gefunden.
Heute besteht Isengard aus insgesamt 5 Mitgliedern.

## Diskografie
- 1992: Atomic Winter (Demo)
- 1994: Feel No Fear (Album)
- 1995: Under the Dragons Wing (Promotion-Album)
- 1996: Enter the Dragon Empire (Album)
- 1997: Environmental (Kompilation)
- 2000: Crownless Majesty
- Live at De Voe (Bootleg)
- Born to Walk Against the Wind (Kompilation)
- Demokrati (Kompilation)